# Úřad pro normalizaci, metrologii a zkušebnictví Slovenské republiky
Úřad pro normalizaci, metrologii a zkušebnictví Slovenské republiky (ÚNMS SR) je ústředním orgánem státní správy Slovenské republiky pro oblast technické normalizace, metrologie a zkušebnictví. Podílí se na tvorbě a provádění jednotné státní politiky v oblasti technické normalizace, metrologie, kvality a posuzování shody. Vypracovává koncepci státní politiky v oblasti technické normalizace, metrologie, kvality a posuzování shody a ve spolupráci s ministerstvy a jinými orgány státní správy zajišťuje její realizaci.

## Působnost
Úkolem ÚNMS SR je tvorba a udržování důvěryhodných nástrojů infrastruktury kvality pro konkurenceschopné podnikatelské prostředí. Nástroji infrastruktury kvality v evropském pojetí je normalizace, metrologie, posuzování shody, akreditace a nově i tržní dozor v rozsahu, v němž provádí činnosti zaměřené na vymahatelnost směrnic, zejména nového přístupu.

## Organizace resortu ÚNMS SR
Do zřizovatelské působnosti a pod dohled ÚNMS SR patří řada organizací:
- Slovenská legální metrologie, n.o. (ÚNMS SR plní funkci zakladatele)
- Slovenská národní akreditační služba (ÚNMS SR dohlíží)
- Slovenský metrologický inspektorát, rozpočtová organizace (ÚNMS SR plní funkci zřizovatele)
- Slovenský metrologický ústav, příspěvková organizace (ÚNMS SR plní funkci zřizovatele)
- Slovenský ústav technické normalizace, příspěvková organizace zrušena v roce 2013 (ÚNMS SR plnil funkci zřizovatele)
- Technický zkušební ústav Piešťany, s.p. (ÚNMS SR plní funkci zakladatele)